# بمريم
بمريم هي إحدى القرى اللبنانية من قرى قضاء بعبدا في محافظة جبل لبنان.
تبعد بمريم 35 كلم (21.749 مي) عن بيروت عاصمة لبنان. ترتفع 830 م (2723.23 قدم - 907.688 يارد) عن سطح البحر وتمتد على مساحة 178 هكتاراً (1.78 كلم²- 0.68708 مي²).